# Unión Deportiva Cerdanyola
La Unión Deportiva Cerdanyola fue un club de fútbol del barrio de Cerdanyola de Mataró (Barcelona) España. Fue fundado en 1965 y desapareció en 2010.

## Historia
La Unión Deportiva Cerdanyola se fundó en 1965 el barrio homónimo de Mataró. Durante sus primeros años de vida, militó en las divisiones regionales de Cataluña, siendo su máximo logró alcanzar la categoría Regional Preferente. 
La historia de la modesta entidad cambió a principios de los años 1990, gracias a la inversión económica realizada por el presidente, Bartolomé Benítez. Tras encadenar tres ascensos consecutivo, la UD Cerdanyola alcanzó la categoría nacional, debutando en Tercera División la temporada 1993-94.
Durante cuatro temporadas, la UD Cerdanyola jugó en Tercera. En aquel momento, se convirtió en el principal referente futbolístico mataronense, ya que su rival ciudadano e histórico primer equipo de Mataró, el CE Mataró, se encontraba en categorías regionales.
Las temporadas 1997/98 y 1998/99 vivió dos descensos consecutivos, regresando a Preferente, aunque luego pudo recuperar un peldaño y, durante varios años, se estabilizó en Primera Catalana.
A mediados de los años 2000, tras encadenar varios descensos y lastrada por problemas económicos, la entidad llegó a un acuerdo de colaboración con la CE Mataró, con la creación de la Fundación Deportiva, para gestionar conjuntamente su fútbol base. De este modo, los equipos de fútbol base del pasaron a lucir los colores albinegros de la Unió Esportiva, dejando también el barrio para jugar en las instalaciones del Municipal Carles Padrós. Además, raíz de este acuerdo, la UD Cerdanyola se convirtió en filial del CE Mataró.
La temporada 2009/10 se retiró del Grupo IV de Segunda Territorial tras nueve jornadas. En ese momento, el equipo acumulaba 2 goles a favor, 79 en contra, y -3 puntos, tras no haberse presentado en algunos encuentros. El club argumentó la falta de efectivos y el veto para tramitar fichas, por sus deudas contraídas con la Federación. Este hecho supuso la desaparición de la UD Cerdanyola tras 45 años de historia.
A lo largo de su historia el club tuvo también secciones de baloncesto y balonmano.

## Estadio
La UD Cerdanyola jugaba sus partidos en el estadio municipal Camí del Mig de Mataró, inaugurado en 1967 y con capacidad para 3.000 espectadores.

## Uniforme
- Uniforme titular: Camiseta amarilla con ribetes rojos, pantalón azul, medias amarillo.

## Estadísticas del club
- Temporadas en 1ª: 0
- Temporadas en 2ª: 0
- Temporadas en 2ªB: 0
- Temporadas en 3ª: 4